# Sabine Rennefanz

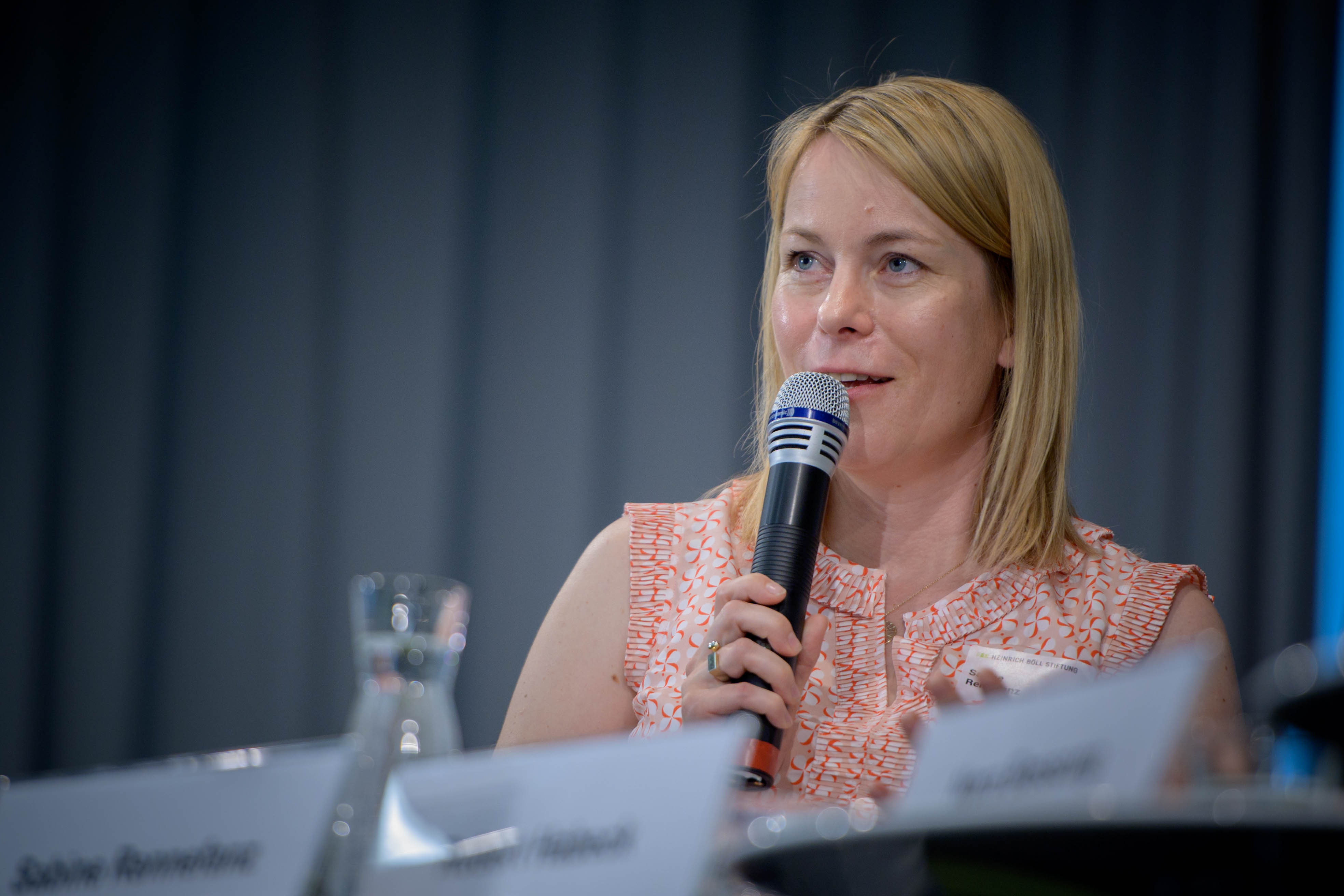
Sabine Rennefanz (2019)

Sabine Rennefanz (* 1974 in Beeskow) ist eine deutsche Journalistin und Autorin.

## Leben
Rennefanz wuchs in Eisenhüttenstadt auf. Dort absolvierte sie ihr Abitur und sammelte noch vor dem Studium erste journalistische Erfahrungen bei der Märkischen Oderzeitung in Frankfurt (Oder). Anschließend studierte sie Politikwissenschaft, zunächst an der FU Berlin, dann an der Universität Hamburg. Sie erlangte 1998 in Hamburg ihren Abschluss. Anschließend absolvierte sie ein Volontariat beim Jahreszeiten Verlag in Hamburg und wurde danach Redakteurin der Zeitschrift Petra. Nach einer kurzen Zeit als freie Journalistin wurde sie 2001 Redakteurin der Berliner Zeitung, wo sie zunächst in der Medienredaktion tätig war. Im Jahr 2003 ging sie als Korrespondentin der Berliner Zeitung nach London, 2008 kehrte sie wieder nach Berlin zurück.
2011 veröffentlichte sie in der Berliner Zeitung den Artikel Uwe Mundlos und ich, für den sie mit dem deutschen Reporterpreis ausgezeichnet wurde. Diesen Artikel machte sie laut Medienberichten zum Ausgangspunkt eines Buches über die Nachwendegeneration in Ostdeutschland, das 2013 unter dem Titel Eisenkinder erschien. In literaturkritik.de bezeichnete Michael Ostheimer das Buch als „ein Ärgernis“, das einen neuen Ost-West-Mythos konstruiere und über eine „Individualgeschichte einer ostdeutschen Adoleszenz“ nicht hinauskomme. Ende September 2021 verließ Rennefanz die Berliner Zeitung; seit Oktober 2021 schreibt sie für den Tagesspiegel und seit März 2022 die Kolumne „Neue Heimatkunde“ für den Spiegel.
Sabine Rennefanz lebt in Berlin, ist verheiratet und hat zwei Kinder.

## Preise und Auszeichnungen
- 2006: Goldener Prometheus in der Kategorie „Newcomer des Jahres“
- 2010: Theodor-Wolff-Preis für eine Reportage über ein ehemals besetztes Haus in der Berliner Zeitung
- 2012: Deutscher Reporterpreis, Kategorie Essay für Uwe Mundlos und ich

## Veröffentlichungen (Auswahl)
- Eisenkinder. Die stille Wut der Wendegeneration. Luchterhand, München 2013, ISBN 978-3-630-87405-0, (Taschenbuchausgabe: München: btb 2014, ISBN 978-3-442-74800-6).[6]
- Die Mutter meiner Mutter, Roman. Luchterhand, München 2015, ISBN 978-3-630-87454-8.
- Mutter to go. Zwischen Baby und Beruf. btb  Verlag, München 2019, ISBN 978-3-442-71772-9.
- Frauen und Kinder zuletzt. Wie Krisen gesellschaftliche Gerechtigkeit herausfordern. Ch. Links, Berlin 2022, ISBN 978-3-96289-149-7.
- Kosakenberg. Roman. Aufbau Verlag, Berlin 2024, ISBN 978-3-351-03969-1.